# Bergbausiedlung (St. Kathrein am Hauenstein)
Bergbausiedlung ist ein Ortsteil der Gemeinde St. Kathrein am Hauenstein im Bezirk Weiz in der Steiermark.
Die Siedlung befindet sich nördlich von Sankt Kathrein in Hanglage unterhalb der Schutzhütte-Hauereck und war einst eine Knappensiedlung des Kohlebergwerkes Ratten-St.Kathrein. Heute besteht sie überwiegend aus Wochenendhäusern. Dennoch ist sie in der Vorrangzonenkarte des Landes Steiermark als bevorrangte Zone für Bebauung ausgewiesen.